# Gingitsune
Gingitsune (ぎんぎつね lit. «zorro plateado»?) es un manga escrito e ilustrado por Sayori Ochiai. Comenzó su serialización en la revista Ultra Jump de Shūeisha desde junio de 2009 y ha sido recopilado en 14 volúmenes tankōbon. Pony Canyon lanzó una novela visual del manga en Japón en 2010 y Diomedéa una adaptación al anime el 6 de octubre de 2013.

## Argumento
Makoto Saeki es la hija de un sacerdote en un pequeño santuario sintoísta Inari dedicado al dios Ukanomitama. Cuando tenía 4 años, su madre murió y ella heredó un regalo inusual llamado «La vista», que le permite ver los heraldos del santuario. Este poder le permite ver al mensajero del santuario, Gintaro, un heraldo con apariencia de zorro. Es el intermediario entre el mundo de los humanos y el de los dioses, y ha protegido el templo desde el período Edo. Durante el funeral de la madre de Makoto, Gintaro declarará que la niña es el decimoquinto heredero del poder en su familia. Gintaro es capaz de vislumbrar pequeños episodios futuros y encontrar cosas perdidas. A pesar de ser grosero y desmotivado, logra desarrollar una buena amistad con Makoto. Siendo Makoto la única que puede ver el espíritu, ella y Gintaro deciden ser los intermediarios entre los dioses y los que vienen al templo a pedir ayuda.

## Personajes
Makoto Saeki (冴木 まこと Saeki Makoto?)
 Seiyū: Hisako Kanemoto
La verdadera sucesora del santuario inari Saeki. Cuando su madre murió antes de que Makoto cumpliera 4 años, ganó la capacidad de ver los heraldos que sirven como mensajeros de los dioses. Makoto vive con su padre Tatsuo y Gintaro hasta que Satoru y Haru llegan a vivir con ellos. También es conocida en su escuela por contar fortunas precisas, aunque a través de la ayuda de Gintarō.
Gintarō (銀太郎?)
 Seiyū: Shin-ichiro Miki
El heraldo del santuario Saeki, aparece como un enorme zorro blanco que protegió el santuario durante 15 generaciones de sucesores de la familia Saeki. Aunque aparentemente relajado y sin interés en los asuntos humanos, Gintaro realmente se preocupa mucho por Makoto a pesar de sus afirmaciones de que es molesta.
Tatsuo Saeki (冴木 達夫 Saeki Tatsuo?)
 Seiyū: Toshihiko Seki
El padre de Makoto y también el sacerdote del santuario Saeki. No posee la vista para ver a Gintaro, a diferencia de su hija y su esposa fallecida, ya que estaba casado con la familia. Sin embargo, él sabe acerca de Gintaro y espera poder verlo. Nació como Tatsuo Toyokura, pero adoptó el apellido de su esposa cuando decidió convertirse en sacerdote en lugar de cervecero.
Satoru Kamio (神尾 悟 Kamio Satoru?)
 Seiyū: Kenshō Ono
El sucesor del santuario Kamio, heredó la vista de su abuelo después de su muerte, ya que los padres de Satoru murieron antes debido a un accidente. Fue criado por algunos familiares que lo maltrataron y quedó aislado de los demás. Más tarde se mudó para quedarse en el santuario Saeki con Haru. Es popular entre las chicas en la escuela y también es competente en Kendo. En el manga se muestra que lentamente le gusta Makoto y tiene una rivalidad con Nanami Kosugi.
Haru (ハル?)
 Seiyū: Ayumi Fujimura
Un zorro heraldo de 80 años del santuario de Kamio. Ella fue antes un zorro que fue atropellado por un vehículo y su espíritu siguió al bisabuelo de Satoru al santuario Kamio y se convirtió en heraldo. Ella está muy unida a Satoru y está celosa de cualquier chica que se le acerque.

## Contenido de la obra

### Manga
El manga fue lanzado por Sayori Ochiai como one-shot en la revista Ultra Jump de  Shūeisha en marzo de 2008 e inició la serialización en junio de 2009, siendo compilado en 14 volúmenes tankōbon hasta enero de 2017.

#### Lista de volúmenes
| N.º | Fecha de lanzamiento     | ISBN original       |
| --- | ------------------------ | ------------------- |
| 1   | 18 de septiembre de 2009 | ISBN 9784088777313  |
| 2   | 19 de marzo de 2010      | ISBN 9784088778334  |
| 3   | 19 de agosto de 2010     | ISBN 9784088790213  |
| 4   | 19 de enero de 2011      | ISBN 9784088790985  |
| 5   | 19 de julio de 2011      | ISBN 9784088791814  |
| 6   | 19 de diciembre de 2011  | ISBN 9784088792484  |
| 7   | 19 de junio de 2012      | ISBN 9784088793597  |
| 8   | 18 de enero de 2013      | ISBN 9784088795041  |
| 9   | 19 de septiembre de 2013 | ISBN 9784088796536  |
| 10  | 18 de octubre de 2013    | ISBN 9784088796703  |
| 11  | 19 de noviembre de 2014  | ISBN 9784088797878  |
| 12  | 19 de junio de 2015      | ISBN 978408890212-8 |
| 13  | 19 de enero de 2017      | ISBN 9784088905839  |
| 14  | 17 de abril de 2020      | ISBN 9784088915388  |

### Anime
La edición de mayo de 2013 de Ultra Jump de Shūeisha anunció oficialmente la adaptación al anime que se estrenaría el 6 de octubre de 2013. El estudio Diomedéa se encargó de la animación de la serie que fue dirigida por Shin Misawa, con guiones de Hiroshi Yamaguchi y diseño de personajes de Mayuko Matsumoto y Naomi Ide. El tema de apertura «tiny lamp» es interpretada por Fhána y el tema de cierre «Gekkou Story» (月光STORY Gekkō Story?) es cantada por Screen Mode.
El sitio de transmisión de video Crunchyroll también anunció que transmitirán el anime bajo el nombre de Gingitsune: Messenger Fox of the Gods. El anime fue licenciado por Sentai Filmworks.
| #  | Título                                                                           | Estreno                 |
| -- | -------------------------------------------------------------------------------- | ----------------------- |
| 1  | «Gintaro y la decimoquinta sucesora» «Juugodaime to Gintarou» (十五代目と銀太郎) | 6 de octubre de 2013    |
| 2  | «Aprender a transigir» «Yuzuriaou youni» (譲り合うように)                        | 13 de octubre de 2013   |
| 3  | «El lugar donde está el dios» «Kamisama no Iru Tokoro» (神様のいる所)            | 20 de octubre de 2013   |
| 4  | «Satoru y Haru» «Satoru to Haru» (悟とハル)                                      | 27 de octubre de 2013   |
| 5  | «Una cálida estación» «Atatakai Kisetsu» (あたたかい季節)                        | 3 de noviembre de 2013  |
| 6  | «¿Qué aspecto tengo?» «Donnakao shiteru?» (どんな顔してる？)                     | 10 de noviembre de 2013 |
| 7  | «Templo sintoísta y templo budista» «Jinja to Otera» (神社とお寺)                | 17 de noviembre de 2013 |
| 8  | «Qué extraños son los humanos» «Ningen tte Hen» (人間って変)                     | 24 de noviembre de 2013 |
| 9  | «Perdóname» «Gomen'nasai» (ごめんなさい)                                         | 1 de diciembre de 2013  |
| 10 | «Qué importa» «Iijan Betsu ni» (いーじゃん別に)                                  | 8 de diciembre de 2013  |
| 11 | «El futuro de Makoto» «Makoto no Mirai» (まことの未来)                           | 15 de diciembre de 2013 |
| 12 | «Limpieza de verano» «Nagoshi no hara» (夏越の祓)                                | 22 de diciembre de 2013 |